# Internazionali d'Italia 2018 - Qualificazioni singolare femminile
Le qualificazioni del singolare degli Internazionali d'Italia 2018 sono state un torneo di tennis preliminare per accedere alla fase finale della manifestazione. Le vincitrici dell'ultimo turno sono entrate di diritto nel tabellone principale. In caso di ritiro di una o più giocatrici aventi diritto a queste sono subentrate le lucky loser, ossia le giocatrici che hanno perso nell'ultimo turno ma che avevano una classifica più alta rispetto alle altre partecipanti che avevano comunque perso nel turno finale.

## Teste di serie
1. Aleksandra Krunić (ultimo turno, lucky loser)
2. Aryna Sabalenka (ultimo turno, lucky loser)
3. Alison Van Uytvanck (qualificata)
4. Danielle Collins (qualificata)
5. Donna Vekić (qualificata)
6. Kateřina Siniaková (ultimo turno)
7. Su-Wei Hsieh (qualificata)
8. Zarina Diyas (ultimo turno, lucky loser)

1. Camila Giorgi (ultimo turno)
2. Aljaksandra Sasnovič (primo turno)
3. Kaia Kanepi (qualificata)
4. Monica Niculescu (ritirata)
5. Polona Hercog (qualificata)
6. Wang Qiang (ultimo turno)
7. Mónica Puig (ultimo turno, ritirata)
8. Magda Linette (ultimo turno)

## Qualificate
1. Polona Hercog
2. Natalia Vikhlyantseva
3. Alison Van Uytvanck
4. Danielle Collins

1. Donna Vekić
2. Kaia Kanepi
3. Su-Wei Hsieh
4. Ajla Tomljanović

## Lucky loser
1. Aleksandra Krunić
2. Aryna Sabalenka

1. Zarina Diyas

## Tabellone

### Legenda
| - Q = Qualificato - WC = Wild card - LL = Lucky loser | - ALT = Alternate - SE = Special Exempt - PR = Protected Ranking | - w/o = Walkover - r = Ritirato - d = Squalificato |

### Sezione 1
|  | Primo turno | Primo turno       | Primo turno       | Primo turno | Primo turno |  |  | Ultimo turno | Ultimo turno      | Ultimo turno      | Ultimo turno | Ultimo turno |  |
|  |             |                   |                   |             |             |  |  |              |                   |                   |              |              |  |
|  | 1           | Aleksandra Krunić | Aleksandra Krunić | 6           | 6           |  |  |              |                   |                   |              |              |  |
|  |             | Wang Yafan        | Wang Yafan        | 4           | 4           |  |  | 1            | Aleksandra Krunić | Aleksandra Krunić | 64           | 4            |  |
|  | WC          | Federica Di Sarra | Federica Di Sarra | 3           | 3           |  |  | 13           | Polona Hercog     | Polona Hercog     | 7            | 6            |  |
|  | 13          | Polona Hercog     | Polona Hercog     | 6           | 6           |  |  |              |                   |                   |              |              |  |

### Sezione 2
|  | Primo turno | Primo turno           | Primo turno | Primo turno | Primo turno |  |  | Ultimo turno | Ultimo turno          | Ultimo turno | Ultimo turno | Ultimo turno |  |
|  |             |                       |             |             |             |  |  |              |                       |              |              |              |  |
|  | 2           | Aryna Sabalenka       | 6           | 1           | 6           |  |  |              |                       |              |              |              |  |
|  |             | Alison Riske          | 3           | 6           | 3           |  |  | 2            | Aryna Sabalenka       | 2            | 6            | 4            |  |
|  |             | Natalia Vikhlyantseva | 6           | 5           | 7           |  |  |              | Natalia Vikhlyantseva | 6            | 1            | 6            |  |
|  | Alt         | Bernarda Pera         | 4           | 7           | 5           |  |  |              |                       |              |              |              |  |

### Sezione 3
|  | Primo turno | Primo turno           | Primo turno       | Primo turno | Primo turno |  |  | Ultimo turno | Ultimo turno        | Ultimo turno | Ultimo turno | Ultimo turno |  |
|  |             |                       |                   |             |             |  |  |              |                     |              |              |              |  |
|  | 3           | Alison Van Uytvanck   | 7                 | 1           | 6           |  |  |              |                     |              |              |              |  |
|  |             | Bethanie Mattek-Sands | 5                 | 6           | 1           |  |  | 3            | Alison Van Uytvanck | 3            | 6            | 6            |  |
|  |             | Lara Arruabarrena     | Lara Arruabarrena | 64          | 1           |  |  | 14           | Wang Qiang          | 6            | 3            | 1            |  |
|  | 14          | Wang Qiang            | Wang Qiang        | 7           | 6           |  |  |              |                     |              |              |              |  |

### Sezione 4
|  | Primo turno | Primo turno       | Primo turno       | Primo turno | Primo turno |  |  | Ultimo turno | Ultimo turno     | Ultimo turno | Ultimo turno | Ultimo turno |  |
|  |             |                   |                   |             |             |  |  |              |                  |              |              |              |  |
|  | 4           | Danielle Collins  | Danielle Collins  | 6           | 6           |  |  |              |                  |              |              |              |  |
|  |             | Varvara Lepchenko | Varvara Lepchenko | 2           | 3           |  |  | 4            | Danielle Collins | 2            | 6            | 6            |  |
|  | WC          | Deborah Chiesa    | Deborah Chiesa    | 2           | 3           |  |  | 9            | Camila Giorgi    | 6            | 4            | 2            |  |
|  | 9           | Camila Giorgi     | Camila Giorgi     | 6           | 6           |  |  |              |                  |              |              |              |  |

### Sezione 5
|  | Primo turno | Primo turno      | Primo turno      | Primo turno | Primo turno |  |  | Ultimo turno | Ultimo turno | Ultimo turno | Ultimo turno | Ultimo turno |  |
|  |             |                  |                  |             |             |  |  |              |              |              |              |              |  |
|  | 5           | Donna Vekić      | 3                | 6           | 6           |  |  |              |              |              |              |              |  |
|  |             | Jennifer Brady   | 6                | 3           | 1           |  |  | 5            | Donna Vekić  | Donna Vekić  | 4            |              |  |
|  | WC          | Martina Trevisan | Martina Trevisan | 2           | 5           |  |  | 15           | Mónica Puig  | Mónica Puig  | 1            | r            |  |
|  | 15          | Mónica Puig      | Mónica Puig      | 6           | 7           |  |  |              |              |              |              |              |  |

### Sezione 6
|  | Primo turno | Primo turno        | Primo turno        | Primo turno | Primo turno |  |  | Ultimo turno | Ultimo turno       | Ultimo turno | Ultimo turno | Ultimo turno |  |
|  |             |                    |                    |             |             |  |  |              |                    |              |              |              |  |
|  | 6           | Kateřina Siniaková | Kateřina Siniaková | 6           | 6           |  |  |              |                    |              |              |              |  |
|  |             | Christina McHale   | Christina McHale   | 3           | 2           |  |  | 6            | Kateřina Siniaková | 3            | 6            | 3            |  |
|  |             | Sofia Kenin        | 6                  | 2           | 2           |  |  | 11           | Kaia Kanepi        | 6            | 3            | 6            |  |
|  | 11          | Kaia Kanepi        | 2                  | 6           | 6           |  |  |              |                    |              |              |              |  |

### Sezione 7
|  | Primo turno | Primo turno           | Primo turno           | Primo turno | Primo turno |  |  | Ultimo turno | Ultimo turno | Ultimo turno | Ultimo turno | Ultimo turno |  |
|  |             |                       |                       |             |             |  |  |              |              |              |              |              |  |
|  | 7           | Hsieh Su-Wei          | 1                     | 7           | 6           |  |  |              |              |              |              |              |  |
|  |             | Yulia Putintseva      | 6                     | 5           | 3           |  |  | 7            | Hsieh Su-Wei | Hsieh Su-Wei | 6            | 7            |  |
|  |             | Mona Barthel          | Mona Barthel          | 7           | 6           |  |  |              | Mona Barthel | Mona Barthel | 2            | 63           |  |
|  | 10          | Aliaksandra Sasnovich | Aliaksandra Sasnovich | 5           | 2           |  |  |              |              |              |              |              |  |

### Sezione 8
|  | Primo turno | Primo turno         | Primo turno         | Primo turno | Primo turno |  |  | Ultimo turno | Ultimo turno     | Ultimo turno     | Ultimo turno | Ultimo turno |  |
|  |             |                     |                     |             |             |  |  |              |                  |                  |              |              |  |
|  | 8           | Zarina Diyas        | Zarina Diyas        | 6           | 7           |  |  |              |                  |                  |              |              |  |
|  | WC          | Anastasia Grymalska | Anastasia Grymalska | 4           | 64          |  |  | 8            | Zarina Diyas     | Zarina Diyas     | 64           | 3            |  |
|  |             | Ajla Tomljanović    | 6                   | 3           | 6           |  |  |              | Ajla Tomljanović | Ajla Tomljanović | 7            | 6            |  |
|  | 16          | Magda Linette       | 2                   | 6           | 4           |  |  |              |                  |                  |              |              |  |